# Ленське (Мосальський район)
Ленське (рос. Ленское) — село в Мосальському районі Калузької області Російської Федерації.
Населення становить 122 особи. Входить до складу муніципального утворення Присілок Путогино.

## Історія
Від 2004 року входить до складу муніципального утворення Присілок Путогино.

## Населення
| 2002 | 2010 |
| ---- | ---- |
| 127  | ↘122 |